# Max Habicht
Christian Maximilian Habicht, aussi nommé Max Habicht (né le 8 mars 1775 à Breslau en Basse-Silésie, royaume de Prusse, et mort le 25 octobre 1839, ibid.) était un arabisant allemand qui a publié à la fois une traduction allemande des contes arabes des Mille et Une Nuits et une édition arabe, dite de Breslau. Il réalise sa traduction complète des Mille et Une Nuits avec l'aide de Friedrich Heinrich von der Hagen et Karl Schall (de). Bien qu'elle se base principalement sur la traduction d'Antoine Galland, il la présente comme « pour la première fois complétée et entièrement traduite à partir d'un manuscrit tunisien » (Breslau, 1825).

## Biographie
Max Habicht était le fils d'un riche homme d'affaires et était à l'origine destiné à une carrière commerciale. En 1797, il se rendit à Paris comme secrétaire de la légation (de) prussienne. Il profite de son séjour pour apprendre l'arabe auprès d'Antoine-Isaac Silvestre de Sacy. En raison de l'expédition de Napoléon en Égypte, il y avait à Paris à cette époque un vif intérêt pour l'Orient. Il a également rencontré plusieurs Arabes venus d'Égypte à Paris à cette époque. Même dans les années qui suivirent, il resta en correspondance amicale avec plusieurs d'entre eux et publia une sélection de leurs lettres en 1824. Lorsque l'ambassade de Prusse dut quitter Paris au début de la guerre de la Quatrième Coalition en 1806, Habicht y resta jusqu'en mars de l'année suivante. Il retourna ensuite à Breslau, où il obtint son doctorat en 1812. En 1813, il obtint son diplôme de professeur. À partir de 1824, il occupe une chaire extraordinaire d'arabe jusqu'à sa mort, le 25 octobre 1839, des suites d'une attaque cérébrale.

## Traduction et éditiondes Mille et Une Nuits

### Traduction (Breslau, 1825)
En 1825, Habicht publie sa traduction allemande des Mille et Une Nuits en quinze volumes, qu'il a préparée avec Friedrich Heinrich von der Hagen et Karl Schall (de). La traduction est expressément décrite comme « pour la première fois complétée et entièrement traduite à partir d'un manuscrit tunisien ». Comme l'a déjà noté le poète allemand Friedrich Rückert, la traduction d'Habicht, selon l'Encyclopédie des Mille et Une Nuits ( ANE ) est basée principalement sur celle d'Antoine Galland, avec des ajouts de Jean Jacques Antoine Caussin de Perceval, Édouard Gauttier d’Arc et Jonathan Scott (en), ainsi que quelques histoires d'un « manuscrit tunisien ».

### Édition de Breslau (Breslau 1825 à 1838 ou 1843)
De 1825 à 1838, Habicht publia l'édition arabe de Breslau des Mille et Une Nuits. Comme Duncan B. MacDonald l'a démontré plus tard (1909) selon l' Encyclopédie des Mille et Une Nuits (ANE), le « manuscrit tunisien » de Habicht est basé sur du matériel que Mordechai Ibn al-Najjar avait copié à partir de manuscrits conservés à Paris. Selon l'évaluation de MacDonald, Habicht devrait être décrit « comme le compilateur réel d’une nouvelle version des nuits et non comme l’éditeur d’une nouvelle version déjà existante ». Après la mort de Habicht, la publication du texte fut poursuivie par Heinrich Leberecht Fleischer (1801–1888).

## Œuvre
- Les Mille et Une Nuits – Contes Arabes. Allemand par Max Habicht, Fr. H. von der Hagen et Carl Schall. Récemment édité par Karl Martin Schiller. FW Hendel, Leipzig 1926. 12 volumes. ( Copies numériques )
- Epistolae quaedam Arabicae a Mauris, Aegyptiis et Syris conscriptae [Quelques lettres arabes écrites par des Maures, des Egyptiens et des Syriens ]. 1824.
- Meidanii aliquot proverbia Arabica cum interprétation Latina [Quelques proverbes arabes avec interprétation latine]. 1826.